# نورنيكل
نورنيكل (بالروسية: «Норникель» حتى عام 2016 نوريلسك نيكل ، (الروسية: ГМК «Норильский никель» ) هي شركة روسية للتعدين والصهر للنيكل والبلاديوم. تقع أكبر عملياتها في منطقة نوريلسك - تلناخ بالقرب من نهر ينيسي في شمال روسيا. كما تمتلك ممتلكات بالقرب من شبه جزيرة كولا في نيكيل وزابوليارني ومونتشيجورسك ؛ في غرب فنلندا في هارجافلتا ؛ وفي جنوب إفريقيا في بوتسوانا وجنوب إفريقيا.يقع المقر الرئيسي لشركة نوريلسك نيكل في موسكو وهي المنتج الرائد عالميًا للنيكل والبلاديوم. تم تصنيفها من بين أكبر عشرة منتجين للنحاس.الشركة مدرجة في (MICEX-RTS). في أوائل عام 2019 ، كان المساهمون الرئيسيون هم فلاديمير بوتانين أولدرفراي القابضة المحدودة (34.57٪) ، أليج دريباسكا روسال (27.82٪) ورومان أبراموفيتش كرسبيان للاستثمارات المحدودة.  في ديسمبر 2010 ، قدم نوريلسك عرضًا لإعادة شراء حصة روسال البالغة 25٪ في الشركة مقابل 12 مليار دولار أمريكي ، لكن العرض رُفض.  في مارس 2019 ، باع أبراموفيتش حصة 1.7٪ في الشركة مقابل 551 مليون دولار أمريكي في الغالب إلى مستثمرين من بريطانيا وروسيا.  تم منع روسال من بوتانين و دريباسكا من شراء أي أسهم.